# 巴卡耶·特劳雷
 巴卡耶·特劳雷(Bakaye Traoré)  (1985年3月6日-  ) ，是一名在法国出生的马里足球运动员，司职中场中路位置，曾效力于意甲豪门AC米兰。
2009年6月10日特劳雷离开了亚眠队，同另外一支法甲球队南锡签约3年，在球队里成为了主力中场球员，2012年夏天27岁的特劳雷宣布自由转会意甲强队AC米兰，合同期截止为2015年6月30日。 

## 国家队
特劳雷是马里国家队成员，最近的国家队进球来自于2012年面对几内亚国家队打入的全场唯一进球。最终马里也赢得了这届非洲国家杯季军。